# Metković
Metković (['mɛtkovic]), és una ciutat del districte de Dubrovnik-Neretva, al sud de Croàcia. La seva població era de 13.873 habitants el 2001, i el total del municipi és de 15.384 residents.

## Situació
Metkovic es troba a la frontera de Croàcia i Bòsnia i Hercegovina, a la vora del riu Neretva, que comença el seu delta a la ciutat, abans de desembocar al mar Adriàtic. El riu és navegable al seu pas per la ciutat, durant una trentena de quilòmetres.

## Localitats
El municipi conté 5 localitats:
- Dubravica
- Glušci
- Metković
- Prud
- Vid

## Persones il·lustres
- Patrik Čavar (n. 1971), exjugador d'handbol